# Michael Bates (atleta)
Michael Bates (Estados Unidos, 19 de diciembre de 1969) es un jugador de Fútbol americano y atleta estadounidense retirado, especializado en la prueba de 200 m en la que llegó a ser medallista de bronce olímpico en 1992.

## Carrera deportiva
En los JJ. OO. de Barcelona 1992 ganó la medalla de bronce en los 200 metros, con un tiempo de 20.38 segundos, llegando a la meta tras su compatriota el también estadounidense Michael Marsh (oro con 20.01 s) y el sudafricano Frankie Fredericks (plata con 20.13 segundos).